# Suspensión Christie

Esquema animado de la suspensión Christie según su patente de 1931: Cuando la rueda (3) es empujada por un obstáculo, el brazo (1) donde va montada, es empujado hacia arriba y pivota sobre el eje que está unido al casco. Este movimiento comprime el resorte (2), que empuja el brazo hacia abajo.

Esquema animado de la suspensión del tanque polaco 10TP, derivada de la Christie: rueda (1), resorte (2) y brazo (3).

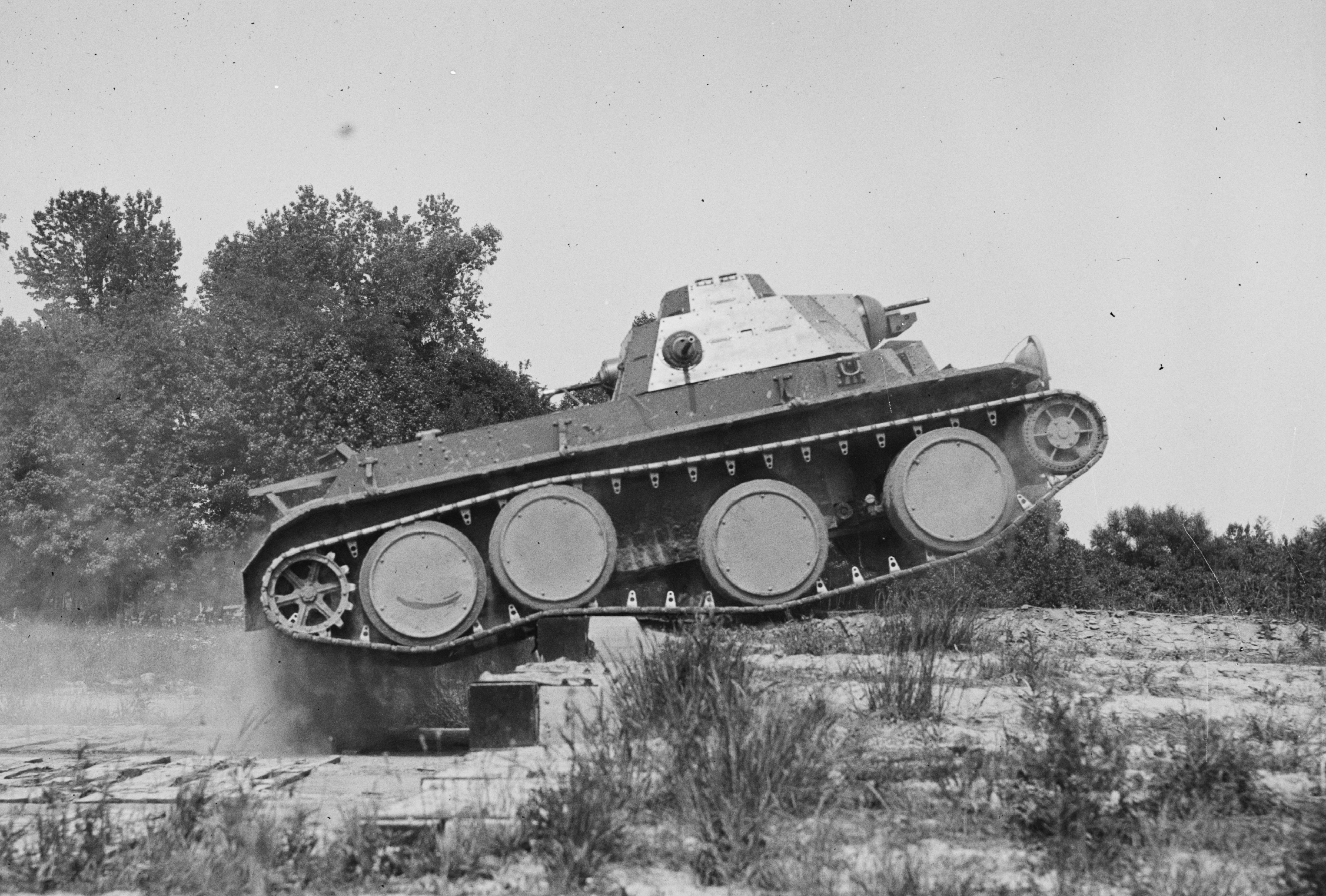
El tanque T3E2 con suspensión Christie, cruzando un obstáculo durante las pruebas de 1936.

La suspensión Christie es un sistema de suspensión desarrollado por el ingeniero estadounidense J. Walter Christie para sus diseños de tanques. Permitía un movimiento considerablemente mayor que los convencionales sistemas de ballestas usualmente empleados, por lo que sus tanques tenían una mayor velocidad a campo través. El sistema fue introducido por primera vez en su tanque M1928, siendo empleado en todos sus diseños hasta su muerte en 1944.  

## Historia
Christie defendía el uso de tanques ligeros con gran autonomía y alta velocidad, diseñados para atravesar las líneas enemigas y atacar su infraestructura y medios logísticos.
Un importante problema de los tanques durante la Primera Guerra Mundial era que su sistema de suspensión y las orugas se dañaban antes que el tanque entre en combate. El primer tanque diseñado por Christie en 1919 podía ser conducido sobre sus ruedas hasta la ubicación asignada y después se le instalaban las orugas antes de entrar en combate. El Cuerpo de Tanques estadounidense ordenó un solo tanque a la empresa de Christie. Este tanque, conocido como M1919, fue suministrado a inicios de 1921 y probado hasta que Christie propuso modificarlo. Las modificaciones añadían suspensión de resorte a las ruedas delanteras y se le retiró la torreta, montando el armamento en el glacis del casco. El nuevo tanque, conocido como M1921, fue probado en 1922 y 1923, pero su falta de maniobrabilidad y espacio interno hicieron que ingrese a la colección del Museo del terreno de pruebas de Aberdeen en 1924.
Sus primeros diseños de la década de 1920 estuvieron plagados por un pobre desempeño a campo través, debido a la limitada capacidad de su sistema de suspensión. El principal problema al que se enfrentó Christie fue el limitado espacio vertical para que los resortes pudiesen moverse: para un movimiento de 25 cm necesitaría un espacio vertical de 50 o 75 cm para el resorte y el amortiguador, que no estaban disponibles en sus pequeños diseños.

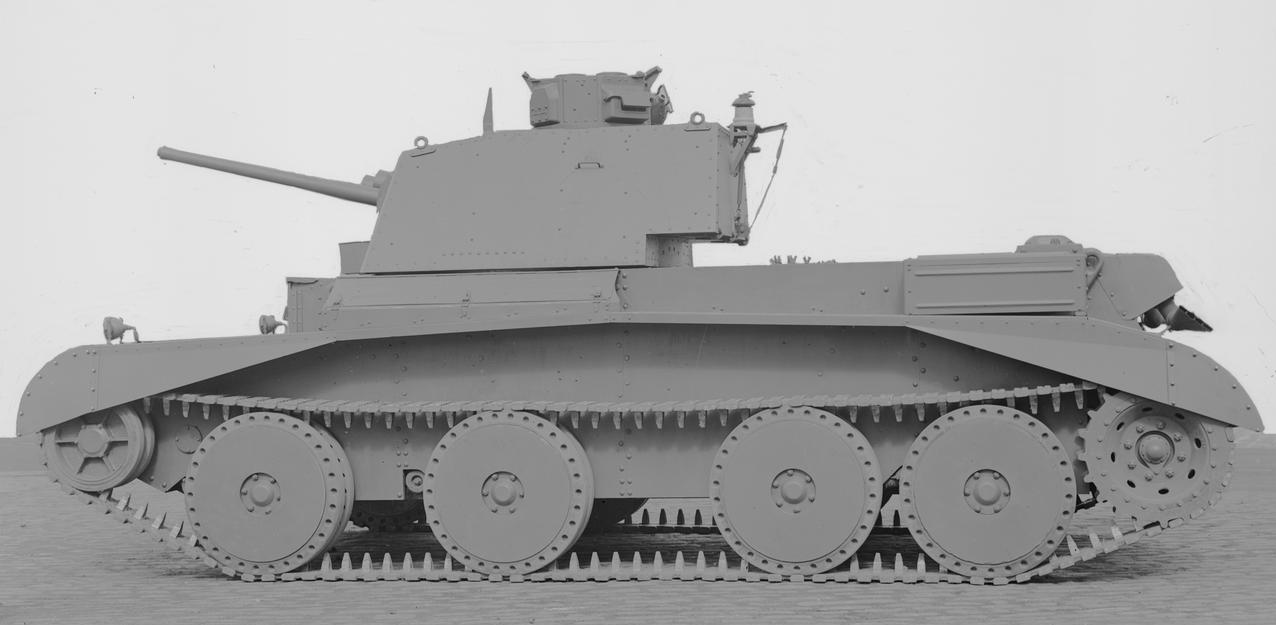
Un Cruiser Mk III con suspensión Christie.

A fines de la década de 1920, concibió una mejor solución. Esta fue la adición de una manivela, que cambiaba la dirección del movimiento de vertical a horizontal. Las ruedas fueron montadas individualmente sobre un tubo que solamente podía moverse verticalmente, encima del cual la manivela dirigía el movimiento hacia atrás. Los resortes fueron montados en el extremo de la manivela, por lo que podían montarse en el interior del casco. El resultado fue un incremento sustancial en el área de movimiento, de solamente unos 10 cm en los diseños originales, a 25 cm en el M1928, 35 cm en el M1930 y 60 cm en el M1932.
El M1928 pesaba menos de 9 toneladas y era propulsado por un motor Liberty L-12 de 338 hp; este le permitía alcanzar una velocidad de 68 km/h sobre orugas y de 110 km/h sobre ruedas. Esto era comparable a un automóvil de lujo/carreras de la época, más veloz que un automóvil convencional e incluso más veloz que un tanque principal de batalla moderno, que aproximadamente alcanza 70 km/h. Las cuatro ruedas de rodaje amortiguadas con resortes podían moverse 27,94 cm encima de la "compresión debido al peso del vehículo". A pesar de que el Ejército se mostró interesado en el diseño, las negociaciones sobre los requisitos fueron cerradas y solamente un M1931 fue suministrado en marzo de 1931, seguido por una orden de 7 unidades adicionales en junio del mismo año. Estos recibieron la designación oficial de Tanque medio convertible T3 y todos fueron suministrados en 1932. Cuatro fueron entregados a la Caballería para ser probados. Se les reemplazó su cañón con una ametralladora pesada y fueron rebautizados como "Automóvil de combate T1". La tripulación de dos hombres y el blindaje relativamente delgado eran insuficientes para la función de apoyo a la infantería que se esperaba del tanque. El Ejército emitió una especificación para un T3 mejorado, pero luego de disputas con Christie, la orden de 5 tanques medios convertibles T3E2 fue tomada por la empresa American-La France.
Los tanques más famosos basados en el diseño de Christie, la serie de tanques BT y el T-34 soviéticos, empleaban resortes montados verticalmente (en el BT) o ligeramente inclinados (en el T-34).
Otra característica de los tanques diseñados por Christie era su propulsión "convertible": su capacidad de retirar las orugas para ir sobre carretera, permitiendo altas velocidades y una mayor autonomía, además de reducir el desgaste de las frágiles orugas de la década de 1930. Durante una prueba pública en Linden, Nueva Jersey, los oficiales del Ejército cronometraron a un tanque Christie M1931 que alcanzó una velocidad de 167 km/h, haciéndolo el tanque más rápido del mundo. Muchos autores todavía creen que mantiene este récord. No tenían ruedas de retorno; las orugas eran sostenidas por las ruedas de rodaje. Al igual que muchos diseños de orugas con guía central, se empleaban ruedas dobles que permitían el paso de la guía entre ellas.
Como las grandes ruedas de rodaje y las "orugas colgantes" son características de la suspensión Christie, otros diseños con estas características a veces son erróneamente identificados como tal. La verdadera suspensión Christie solamente fue empleada en unos cuantos tanques, principalmente los BT y el T-34 soviéticos, los tanques de crucero británicos Cruiser Mk III, Cruiser Mk IV, Covenanter, Crusader, Cromwell y Comet, así como en algunos tanques experimentales polacos e italianos. Los tanques soviéticos producidos después del T-34, a pesar de tener una apariencia similar, utilizan suspensiones de barra de torsión, al igual que el Tiger I con su sistema de ruedas superpuestas.
Los posteriores desarrollos durante la guerra simplificaron este sistema de suspensión. En 1939, los soviéticos hallaron que el sistema de propulsión convertible de los tanques BT era demasiado complejo y ocupaba valioso espacio interno, por lo cual fue retirado en el T-34. La suspensión Christie original empleaba grandes ruedas de rodaje con llantas de caucho macizo, pero la escasez de caucho durante la guerra obligó a algunas fábricas productoras del T-34 a emplear ruedas con llantas de acero. Sin embargo, la mayoría de T-34 fue construida con ruedas que llevaban llantas de caucho.